# Armando Briquet
Armando Briquet, es un asesor político, abogado venezolano nacido en Caracas en 1970
Graduado de derecho en la Universidad Central de Venezuela y especialista en Derecho Financiero de la Universidad Católica Andrés Bello en 1998. Fue miembro fundador del partido Primero Justicia, con esta organización se ha desempeñado en varios cargos, incluido el de Secretario General del partido. Su actividad pública se inició en 1996 como coordinador general de la Comisión de Salud y Asuntos Sociales del Concejo Municipal del Baruta en el estado Miranda, presidida por el entonces concejal Memo Arocha, posteriormente se desempeñó como director general de la Alcaldía del Municipio Baruta entre 2000 y 2003, y luego como director de Asuntos Intergubernamentales entre 2003 y 2005. 
Preside la Fundación Justicia y Democracia y es miembro de la Junta de Dirección Nacional de Primero Justicia. Desde la Fundación coordinó la realización del primer congreso ideológico del partido y la elaboración del libro de propuestas programáticas del mismo. En las elecciones regionales de 23 de noviembre de 2008, fue elegido diputado uninominal al concejo legislativo del Estado Miranda (por la cincunscripcion que abarca los municipios Baruta y El Hatillo), al estado Miranda. Posteriormente la cámara legislativa, en la que posee mayoría su partido Primero Justicia, le designó presidente del concejo legislativo. Constituye la cámara el brazo legislativo que acompaña la gestión de Henrique Capriles Radonski, electo gobernador de Miranda en los mismos comicios regionales.
Desempeñó el cargo de jefe de campaña del Comando Venezuela para las elecciones presidenciales del 7 de octubre de 2012, del lado opositor.